# میشا گیراگوسیان
میشا گیراگوسیان (به ارمنی: Միշա Կիրակոսեան) طراح دیوارکوب و پلاکاردنویس ارمنی‌تبار اهل ایران بود. میشا گیراگوسیان و هایک اجاقیان از نخستین طراحان جدی دیوارکوب و پلاکارد در ایران بودند.

## زندگی‌نامه
در سال ۱۹۱۵ میلادی (۱۲۹۴ خورشیدی) به دنیا آمد. وی در تاشکند و در نزد استاد «واشامیریان»، معلم نقاشی مدرسه هنرها، نقاشی آموخت و سال ۱۹۳۲ (۱۳۱۱) به تبریز مهاجرت کرد. طراحی دیوارکوب برای فیلمی که در تبریز بر پرده بود موجب شد تا صاحب سینما او را راهی تهران کند و شرایط را برای طراحی دیوارکوب توسط میشا فراهم بیاورد. از سال ۱۹۳۲ (۱۳۱۱) همزمان با تولید نخستین فیلم‌های ایرانی آغاز به کار حرفه‌ای کرد. برای دو فیلم معروف نخستین سال‌های سینمای ایران یعنی «دختر لر» ساخته عبدالحسین سپنتا و «حاجی آقا آکتور سینما» ساخته اوانس اوگانیانس دیوارکوب طراحی کرد.

خاطره‌ای دربارهٔ میشا گیراگوسیان به نقل از کتاب «پوسترهای فیلم» تألیف مسعود مهرابی، خواندنی است: 
«اوانس اوگانیانس با دست خطی نصب شده در یک تفرجگاه، از کسانی که توانایی تهیه پلاکارد خوبی برای فیلمش را دارند، دعوت به همکاری می‌کند. در بین چهار نفری که در روز مقرر به اوهانیان مراجعه می‌کنند، طرح اولیه میشا گیراگوسیان پذیرفته می‌شود. گیراگوسیان سه چهار روزه پلاکاردی در قطع سه در دو متر تهیه و به اوهانیان تحویل می‌دهد و با چانه‌زدن‌های فراوان، بالاخره بابتش ده تومان دستمزد دریافت می‌کند. تصویر پلاکارد چیزی نیست جز عمل حیرت‌انگیز پرش احمد صفوی (یکی از بازیگران بدل فیلم) از بالای کافه پارس به پایین».
فیلم آلمانی «آتش در کوهستان‌ها» نخستین فیلمی خارجی اکران شده در ایران است که گیراگوسیان پلاکارد آن را طراحی کرد.
او به عنوان یکی از پیشگامان عرصه طراحی دیوارکوب و پلاکارد زمینه را برای حضور ورود بسیاری از افراد به این عرصه فراهم کرد. در برخی از کارهایش در زمینهٔ طراحی دیوارکوب برای سینما، با هایک اجاقیان همکاری داشت.
وی در سال ۱۹۹۷ میلادی (۱۳۷۶ خورشیدی) در تهران درگذشت و در آرامستان ارامنه تهران (بوراستان) به خاک سپرده شد.

## فیلم‌شناسی
برخی از فیلم‌هایی که میشا برای آنها دیوارکوب و پلاکارد تهیه کرده‌است عبارتند از:
- شرمسار (اسماعیل کوشان، ۱۳۲۹)
- مستی عشق (اسماعیل کوشان، ۱۳۳۰)
- دستکش سفید (پرویز خطیبی، ۱۳۳۰)
- چهره آشنا (حسن خردمند، ۱۳۳۲)
- چهارراه حوادث (ساموئل خاچیکیان، ۱۳۳۳)
- بوالهوس (ترو آل‌گیلانی، ۱۳۳۳)
- خون و شرف (ساموئل خاچیکیان، ۱۳۳۴)
- اتهام (شاپور یاسمی، ۱۳۳۵)
- یعقوب لیث صفاری (علی کسمایی، ۱۳۳۶)
- شاباجی خانم (صادق بهرامی، ۱۳۳۷)